# LGBT în mitologie
Temele LGBT apar în mitologiile și narațiunile religioase care includ povești de afecțiune romantică sau acte sexuale între personaje de același sex, sau care prezintă acțiuni divine care au ca rezultat schimbări de gen. Aceste mituri sunt considerate de unii cercetători queer moderni ca fiind forme de exprimare lesbiană, gay, bisexuală sau transsexuală (LGBT), iar concepțiile moderne despre sexualitate și gen au fost aplicate retroactiv acestora. Multe mitologii atribuie homosexualitatea și fluiditatea de gen la oameni acțiunii zeilor sau a altor intervenții supranaturale.
Prezența temelor LGBT în mitologie constituie subiectul unor studii intense. Aplicarea studiilor de gen și a teoriei queer la tradiția mitică non-occidentală este mai puțin dezvoltată, dar a crescut de la sfârșitul secolului XX. Miturile includ adesea homosexualitatea, bisexualitatea sau transsexualitatea ca simboluri pentru experiențe sacre sau mitice. Scriitorul Devdutt Pattanaik susține că miturile „captează inconștientul colectiv al unui popor”, și că acest lucru înseamnă că ele reflectă credințe adânc înrădăcinate despre sexualitățile variate, care pot fi în contradicție cu moravurile sociale represive.

## Egiptul Antic
Homosexualitatea în Egiptul Antic este un subiect disputat în cadrul egiptologiei. Istoricii și egiptologii dezbat ce fel de opinii avea societatea egipteană antică despre homosexualitate. Doar o mână de indicii directe au supraviețuit, iar multe dintre posibilele indicii sunt vagi și supuse speculațiilor.

### Horus și Seth
Un punct de vedere comun în zona bazinului mediteranean era acela că sexul cu penetrare însemna un act agresiv de dominație și putere, rușinos pentru cel care îl primea. Această viziune se reflectă și în mitul lui Horus și Seth.
Încercările lui Seth de a-și dovedi superioritatea față de Horus includ scheme de seducție, în care îl complimentează pe zeul cerului pentru fesele sale, și încearcă să-l penetreze anal. Seth ejaculează între coapsele lui Horus, permițându-i acestuia să îi colecteze sperma pentru a o folosi împotriva lui. Seth crede că l-a învins pe Horus prin faptul că „a efectuat acest act agresiv împotriva lui”. Horus aruncă ulterior sperma în Nil, pentru a nu se putea spune că a fost inseminat de Seth. Horus își împrăștie apoi în mod deliberat propria sămânță pe niște salată, care era mâncarea preferată a lui Seth (egiptenii considerau salata ca fiind falică). După ce Seth mănâncă salata, cei doi se duc la zei pentru a încerca să rezolve disputa privind conducerea Egiptului. Zeii ascultă mai întâi dorința lui Seth de dominare asupra lui Horus, și îi cheamă sămânța, dar aceasta răspunde dintre ape, invalidându-i pretenția. Apoi, zeii ascultă pretenția lui Horus de a-l fi dominat pe Seth, și îi cheamă sperma, iar aceasta răspunde din interiorul lui Seth.
Asocierea cu un zeu malefic precum Seth întărește negativitatea față de toți participanții la relațiile homosexuale.

## Mitologia greco-romană

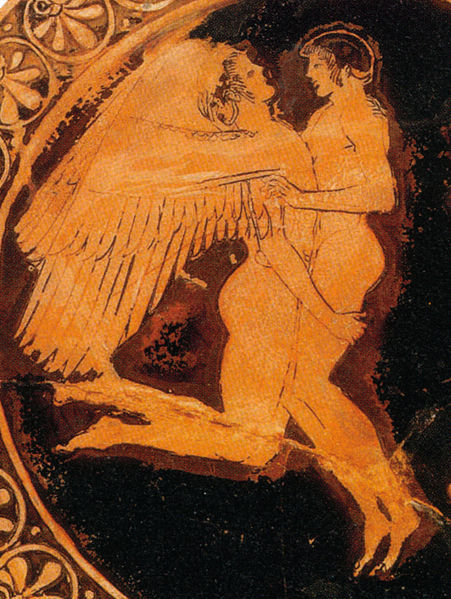
Zephyr și Hyacinth.
Vas din Attica (circa 480 î.Hr.)

Mitologia greacă prezintă dragostea între bărbați de același sex în multe dintre miturile care o compun. Aceste povești au fost descrise ca având o influență crucială asupra literaturii LGBT occidentale, miturile originale fiind în mod constant reeditate și rescrise, iar relațiile și personajele servind drept imagini-emblemă. În comparație, lesbianismul este rar întâlnit în miturile clasice.

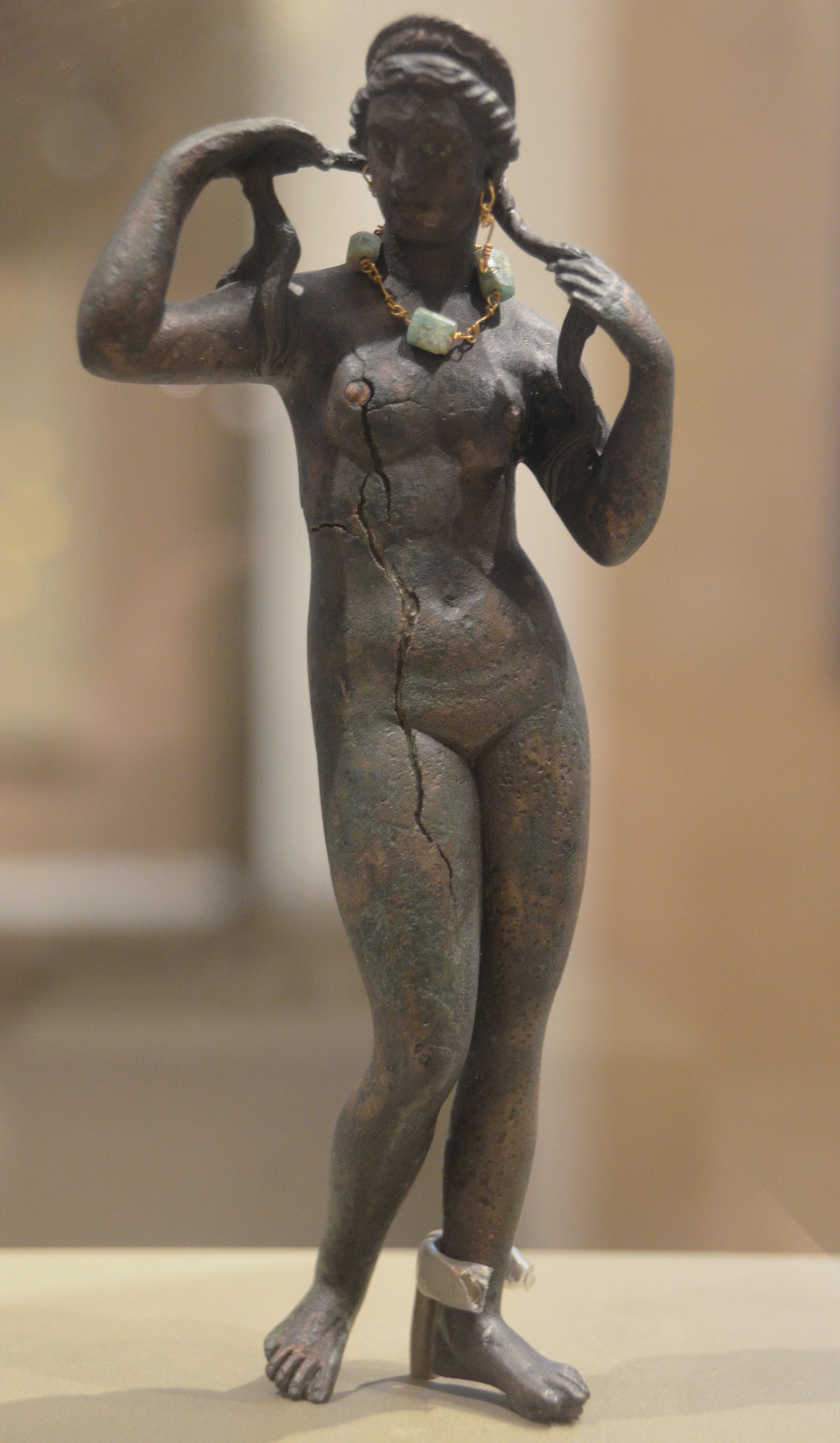
Afrodita, protectoare a lesbienelor în scrierile lui Sappho.

Apolo, zeul luminii și al muzicii, este considerat patronul iubirii între persoane de același sex, deoarece a avut mulți iubiți de sex masculin, și era adesea invocat pentru a binecuvânta uniunile homosexuale. El este numit și „campionul iubirii masculine” de către scriitorul Andrew Callimach. Uneori, și alți zei erau considerați patroni ai iubirii homosexuale între bărbați, cum ar fi Afrodita, și zeii din suita ei, Erotes (Eros, Himeros și Pothos). Eros formează, alături de Heracle și Hermes, o trinitate de zei care au fost parte a unor relații homoerotice, în care au acordat calități precum frumusețea, loialitatea, forța și, respectiv, elocvența, iubiților de sex masculin. În poezia lui Sappho, Afrodita este identificată ca fiind patroana lesbienelor.
Se spune că Tamiras, cântărețul trac care a manifestat o pasiune pentru Hyacinth, ar fi fost primul bărbat care s-a îndrăgostit de un alt bărbat. În Metamorfoze lui Ovidiu, personajele Iphis și Caeneus își schimbă sexul.
Hermaphroditus, fiul lui Hermes și al Afroditei, este considerat zeul hermafrodiților și al persoanelor intersexuale. Hermaphroditus a fost reprezentat ca un tânăr înaripat, cu trăsături atât masculine, cât și feminine, cu sâni, coafură și coapse feminine, precum și organe genitale masculine.

### Ahile și Patroclu
În epopeea Iliada, Homer descrie o relație profundă și semnificativă între Ahile și Patroclu, în care Ahile este tandru cu Patroclu, dar insensibil și arogant cu ceilalți soldați. Natura sa exactă - fie că este homosexuală, o prietenie profundă non-sexuală sau cu totul altceva - a fost un subiect de dispută atât în perioada clasică, cât și în epoca modernă. Homer nu îi prezintă niciodată în mod explicit pe cei doi ca amanți, dar au fost descriși ca iubiți în perioadele arhaică și clasică ale literaturii grecești, în special în operele lui Eschil, Eschine și Platon.
În Atena, relația era adesea văzută ca fiind amoroasă și pederastică. Obiceiul grecesc al paiderasteia între membrii de același sex, de obicei bărbați, reprezenta o relație politică, intelectuală și, uneori, sexuală. Structura sa ideală era formată dintr-un erastes (iubit, protector) mai în vârstă și un eromenos (cel iubit) mai tânăr. Diferența de vârstă dintre parteneri și rolurile lor respective (active sau pasive) erau considerate a fi o trăsătură esențială. Scriitorii care au presupus o relație pederastică între Ahile și Patrocle, cum ar fi Platon și Eschil, s-au confruntat apoi cu problema de a decide cine trebuie să fie mai în vârstă și să joace rolul de erastes.

## Mitologia inuită
În șamanismul inuit, primii doi oameni au fost Aakulujjuusi și Uumarnituq, ambii de sex masculin. Acest cuplu de același sex își dorea companie, și a decis să se împerecheze. Această experiență sexuală a dus la o sarcină pentru Uumarnituq. Deoarece nu era echipat fizic pentru a naște, a fost făcută o vrajă care i-a schimbat sexul, oferindu-i un vagin capabil să nască copilul. Uumarnituq, devenită femeie, a fost de asemenea responsabilă pentru introducerea războiului în lume, prin magie, pentru a limita suprapopularea.
Zeița Sedna este o divinitate creatoare inuită, cu stăpânire asupra animalelor marine. Ea este descrisă în unele mituri ca fiind hermafrodită, fiind slujită de șamani cu două spirite. Alte mituri o prezintă pe Sedna ca fiind bisexuală sau lesbiană, trăind cu partenera sa pe fundul oceanului.

## Mitologia japoneză
Potrivit folclorului și mitologiei japoneze, homosexualitatea a fost introdusă în lume de Shinu No Hafuri (小竹祝) și de iubitul său Ama No Hafuri (天野祝). Aceștia erau slujitorii unei zeițe primordiale, posibil zeița soarelui Amaterasu. La moartea lui Shinu, Ama s-a sinucis din cauza durerii, iar cei doi au fost îngropați împreună în același mormânt. În unele relatări ale poveștii, soarele nu a strălucit pe locul de înmormântare până când îndrăgostiții nu au fost deshumați și îngropați separat, deși nu se precizează dacă ofensa adusă soarelui s-a datorat relației homosexuale.
Zeii șintoiști sunt implicați în toate aspectele vieții, inclusiv în practica shudo (pederastia tradițională). O divinitate protectoare supremă a iubirii și sexului între bărbați, Shudō Daimyōjin, există în unele secte populare Shinto, dar nu face parte din panteonul standard.

## Religiile avraamice

### Creștinism

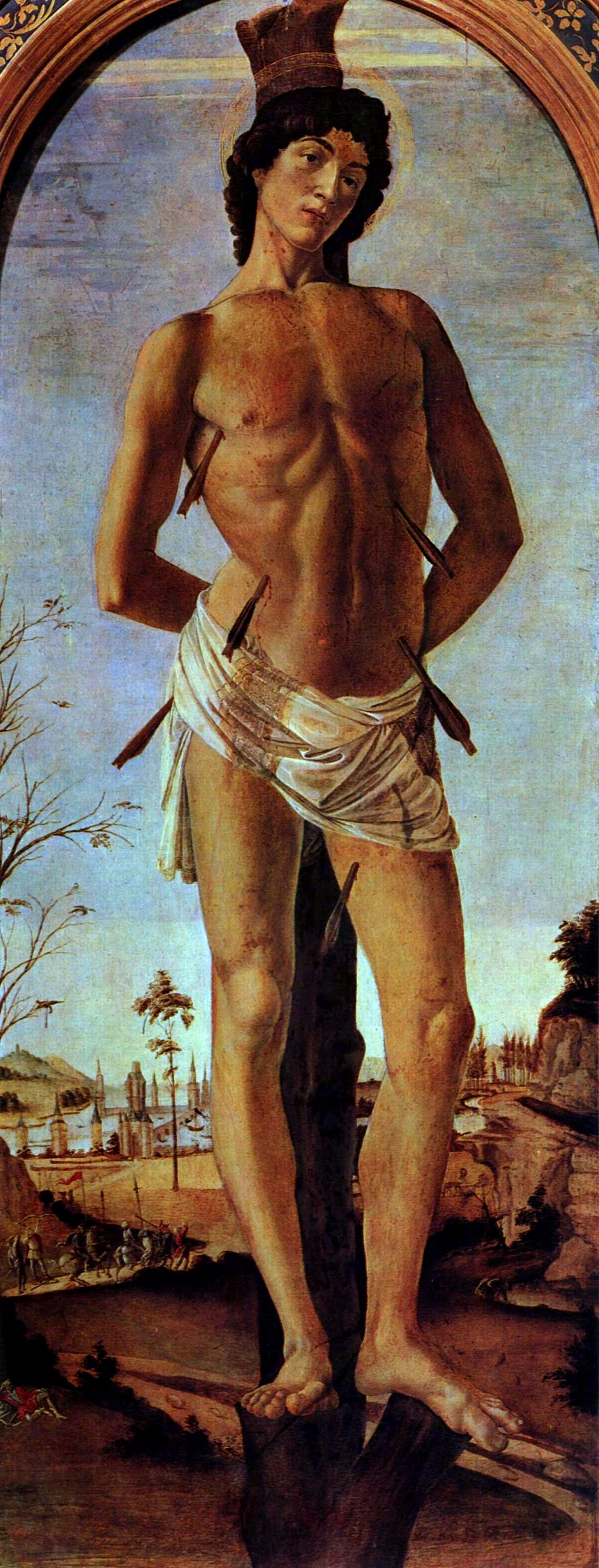
Sfântul Sebastian (1474) de Sandro Botticelli

Confesiunile creștine au o varietate de convingeri cu privire la orientarea sexuală, inclusiv cu privire la practicile sexuale între persoane de același sex și asexualitate. Confesiunile diferă în ceea ce privește modul în care tratează persoanele lesbiene, bisexuale și homosexuale; în funcție de confesiune, aceste persoane pot fi excluse din rândul membrilor, pot fi acceptate ca laici sau pot fi hirotonite ca membri ai clerului. Deoarece asexualitatea este relativ nouă în discursul public, puține confesiuni creștine o discută.
Istoria creștinismului și a homosexualității a fost mult dezbătută. Biblia ebraică și interpretările sale tradiționale în iudaism și creștinism au afirmat și susținut istoric o abordare patriarhală și heteronormativă față de sexualitatea umană, favorizând exclusiv actul sexual vaginal între bărbați și femei, în limitele căsătoriei, în detrimentul tuturor celorlalte forme de activitate sexuală umană, inclusiv autoerotismul, masturbarea, sexul oral, actul sexual nepenetrativ și neheterosexual (toate acestea fiind etichetate ca fiind „sodomie” în diferite momente), crezând și transmițând că astfel de comportamente sunt interzise deoarece sunt considerate păcătoase, și, în plus, comparate sau derivate din comportamentul presupușilor locuitori ai Sodomei și Gomorei.
Cu toate acestea, statutul persoanelor LGBT în creștinismul timpuriu este dezbătut. De-a lungul majorității istoriei creștine, majoritatea teologilor și confesiunilor creștine au considerat comportamentul homosexual ca fiind imoral sau păcătos.
Sfântul Sebastian este o icoană gay cu tradiție. Combinația dintre fizicul său robust, fără armură, simbolismul săgeților care îi pătrund în corp, și privirea de durere extaziată de pe chipul său au intrigat artiștii (gay sau nu) timp de secole și au început primul cult explicit gay în secolul al XIX-lea. Richard A. Kaye a scris: „homosexualii contemporani au văzut în Sebastian o reclamă uimitoare pentru dorința homosexuală (într-adevăr, un ideal homoerotic) și un portret prototipic al unui caz de persoană closeted”.
Sfinții Serghie și Vah: Relația strânsă dintre Serghie și Vah i-a făcut pe mulți comentatori moderni să creadă că erau iubiți. Cea mai populară dovadă pentru această opinie este faptul că cel mai vechi text al martirologului lor, în limba greacă, îi descrie ca fiind „erastai”, sau iubiți. Istoricul John Boswell a considerat că relația lor este un exemplu de uniune între persoane de același sex din creștinismul timpuriu, reflectând opinia sa contestată despre atitudinile tolerante ale creștinismului timpuriu față de homosexualitate. Poziția oficială a Bisericii Ortodoxe este că vechea tradiție răsăriteană a adelphopoiesis, care se făcea pentru a forma o „frăție” în numele lui Dumnezeu, și care este asociată în mod tradițional cu acești doi sfinți, nu avea implicații sexuale. Într-o chestiune similară cu privire la sfinții de sex masculin împerecheați, Sfinții Cosma și Damian au fost menționați ca având la origine o potențială conotație homoerotică și că tradițiile creștine ulterioare au adăugat faptul că ei sunt frați pentru a ascunde acest lucru.

### Islam
Credințele populare islamice rămân comune, cum ar fi miturile din jurul Djinnilor, spirite care își schimbă formele și care trăiesc mult timp, create din „focul fără fum” (Coran 15:27), și care corespund celui de-al doilea grup de îngeri ce au fost creați în a cincea zi a Creației în textul cabalistic evreiesc Bahir (Iluminarea). Unii cred că abilitățile lor de schimbare a formei le permit să își schimbe sexul după bunul plac, dar acest lucru nu este consecvent în întreaga lume islamică, deși capacitatea lor de a zbura și de a călători extrem de repede sunt trăsături consecvente ale djinnilor. Cuvântul Djinn înseamnă „ascuns vederii”, și uneori se consideră că sunt conduși de Shaytaan (în arabă Satana), reprezentând puteri de magie și rebeliune și pozând în aducători de bogăție, așa cum aclamă diavolul.
Mitologia arabă conține, de asemenea, izvoare sau fântâni magice care schimbă sexul, cum ar fi Al-Zahra. După ce face baie în sau bea din Al-Zahra, o persoană își va schimba sexul. Folclorul din Swat, în nordul Pakistanului, include adesea relații între persoane de același sex în care „iubitul” este un bărbat sau un băiat tânăr și chipeș.

### Iudaism

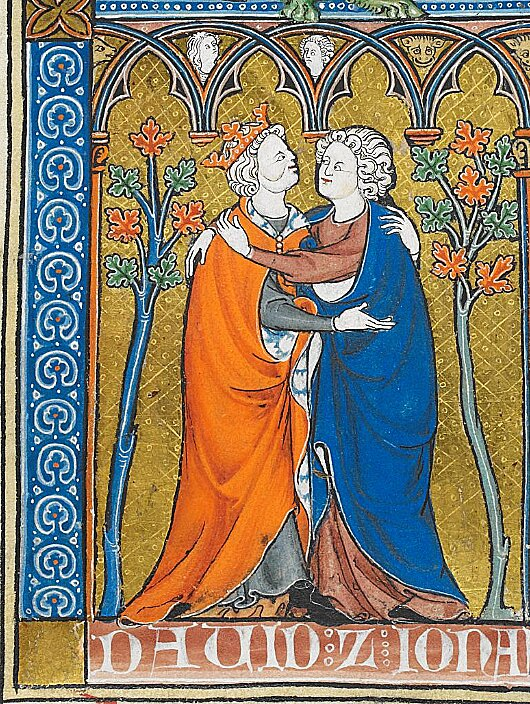
David și Ionatan îmbrățișați. (La Somme le Roy, 1290)

Povestea lui David și a lui Ionatan a fost descrisă ca fiind „cea mai influentă justificare a iubirii homoerotice din iudeo-creștinismul biblic”. Relația dintre David și Ionatan este abordată în principal în Cartea întâi a lui Samuel din Vechiul Testament, ca parte a poveștii ascensiunii lui David la putere. Punctul de vedere majoritar întâlnit în exegeza biblică modernă susține că relația dintre cei doi este doar o prietenie platonică strânsă. Cu toate acestea, a existat recent o tradiție de interpretare a iubirii dintre David și Ionatan ca fiind romantică sau sexuală.
Un alt erou biblic, Noe, cunoscut mai ales pentru că a construit o arcă pentru a salva animalele și oamenii vrednici de un potop provocat de divinitate, a devenit mai târziu un vinificator. Într-o zi, el bea prea mult vin și adoarme gol în cortul său. Când fiul său Ham intră în cort, își vede tatăl gol, iar Canaan, unul dintre fiii lui Ham, este blestemat cu izgonirea. În tradiția evreiască, se sugerează, de asemenea, că Ham a făcut sex anal cu Noe sau l-a castrat.

## Zoroastrism
Conform unor cercetători, zoroastrismul ar avea o „ură față de actul sexual anal între bărbați”. Acest lucru se reflectă în mitologia sa: Atunci când Angra Maynu, „Spiritul aridității și al morții” și „Lordul minciunii”, caută să distrugă lumea, se angajează în auto-sodomie. Acest act sexual homosexual provoacă o „explozie de putere malefică”, și duce la nașterea unei mulțimi de slujitori și demoni malefici. Angra Maynu a fost, de asemenea, considerat patronul bărbaților care practică sexul homosexual. Cu toate acestea, această reprezentare negativă a homosexualității în zoroastrism nu se regăsește în Gatha, cartea lor sfântă originală, despre care se spune că ar fi spusele directe ale profetului Zarathustra.